# Coupe de France 1959/60
Der Wettbewerb um die Coupe de France in der Saison 1959/60 war die 43. Ausspielung des französischen Fußballpokals für Männermannschaften. In diesem Jahr meldeten 1.187 Vereine, darunter auch einige aus dem französisch beherrschten Algerien. Mit der AGS Mascara erreichte einer von diesen die Hauptrunde.
Titelverteidiger war Le Havre AC, der in diesem Jahr erneut bis ins Halbfinale vorstieß. Gewinner der Trophäe wurde die AS Monaco. Dies war ihre erste Finalteilnahme überhaupt, was ebenfalls auf Monacos Endspielgegner AS Saint-Étienne zutraf.
Auch einige unterklassige Mannschaften machten auf sich aufmerksam. So standen noch drei Zweitdivisionäre unter den letzten acht Teams, nämlich AS Cannes, FC Sète und OSC Lille. Von den Amateurvereinen beeindruckte insbesondere die AS Gardanne aus einer der zahlreichen regionalen Gruppen der sechsten Liga: im Sechzehntelfinale bezwang sie den FC Toulouse, der diese Saison in der Meisterschaft auf dem fünften Tabellenplatz der höchsten Spielklasse abschloss. Im Achtelfinale beendete dann der fünfmalige Pokalsieger OSC Lille weitergehende Hoffnungen des Außenseiters, allerdings auch nur mit einem knappen Sieg.
Nach den von den regionalen Untergliederungen des Landesverbands FFF organisierten Qualifikationsrunden griffen ab der Runde der letzten 64 Mannschaften auch die 20 Erstligisten in den Wettbewerb ein. Für das Zweiunddreißigstelfinale gab eine regionale und leistungsmäßige Vorsortierung der Teilnehmer, die auch die Möglichkeit beschränken sollte, dass schon zu diesem Zeitpunkt Vereine der Division 1 aufeinander trafen; ab dem Sechzehntelfinale wurden die Paarungen frei ausgelost. Sämtliche Partien fanden auf neutralem Platz statt, zwei davon im algerischen Oran; die Einnahmen wurden geteilt. Endete eine Begegnung nach Verlängerung unentschieden, wurden solange Wiederholungsspiele ausgetragen, bis ein Sieger feststand. Davon waren in diesem Wettbewerb insgesamt aber lediglich zwei notwendig.

## Zweiunddreißigstelfinale
Spiele am 24., Wiederholungsmatches am 28. Januar 1960. Die Vereine der beiden professionellen Ligen sind mit D1 bzw. D2 bezeichnet, diejenigen der landesweiten Amateurspielklasse mit CFA und die drei höchsten regionalen Amateurligastufen als DH, PH bzw. PHB („Division d’Honneur“, „Promotion d’Honneur“ bzw. „Promotion d’Honneur B“).
| - AS Gardanne PHB – Saint-Georges-Les Ancizes PH 5:2 n. V. - Olympique Saumur DH – RC Arras DH 3:2 n. V. - OGC Nizza D1 – FC Gueugnon CFA 5:3 - Olympique Nîmes D1 – US Blanzy-Montceau CFA 2:1 - Racing Paris D1 – AS Giraumont CFA 10:0 - Stade Français Paris D1 – CA Vitry DH 5:1 - Stade Reims D1 – CS Blénod DH 4:0 - FC Nancy D2 – AC Cambrai DH 2:0 - AS Saint-Étienne D1 – FC Montauban DH 9:0 - FC Rouen D2 – AS Cherbourg CFA 5:0 - UA Sedan-Torcy D1 – AS Troyes-Savinienne D2 3:1 - FC Sète D2 – AS Béziers D2 1:0 - RC Strasbourg D1 – AS Aulnoye DH 4:3 - Sporting Toulon D1 – ESCN La Ciotat DH 4:0 - FC Toulouse D1 – Combelle-Charbonnier CFA 2:0 - AS Hautmont DH – ES Bully DH 2:1 | - Stade Rennes UC D1 – CA Montreuil CFA 4:0 - US Boulogne D2 – FC Nantes D2 3:0 - SCO Angers D1 – US Saint-Malo DH 4:0 - Red Star OA D2 – Girondins Bordeaux D1 2:2 n. V., 2:0 - AAJ Blois CFA – Arago Sport Orléans CFA 3:0 - SO Montpellier D2 – ESA Brive CFA 3:2 n. V. - AGS Mascara DH – AS Cannes D2 0:1 - US Forbach D2 – FC Metz D1 0:0 n. V., 4:1 - FC Grenoble D2 – US Faucigny DH 1:0 - FC Limoges D1 – Stade Brest CFA 5:1 - Le Havre AC D1 – Stade Saint-Brieuc CFA 7:2 - Olympique Lyon D1 – FC Sochaux D1 4:0 - OSC Lille D2 – US Valenciennes D1 2:0 - RC Lens D1 – SM Caen CFA 2:0 - AS Monaco D1 – FC Annecy CFA 3:1 - Olympique Marseille D2 – Olympique Alès D2 1:0 |

## Sechzehntelfinale
Spiele am 14. Februar 1960
| - AS Gardanne PHB – FC Toulouse D1 3:2 - OGC Nizza D1 – UA Sedan-Torcy D1 4:2 - Olympique Nîmes D1 – Olympique Saumur DH 8:0 - Stade Français Paris D1 – AAJ Blois CFA 6:1 - Stade Reims D1 – FC Rouen D2 3:2 - AS Saint-Étienne D1 – Olympique Marseille D2 3:2 n. V. - FC Sète D2 – Racing Paris D1 2:0 - Stade Rennes UC D1 – AS Hautmont DH 2:1 | - SCO Angers D1 – FC Grenoble D2 3:0 - Red Star OA D2 – SO Montpellier D2 3:0 - AS Cannes D2 – US Boulogne D2 2:1 - US Forbach D2 – RC Lens D1 4:1 - FC Limoges D1 – FC Nancy D2 2:1 - Le Havre AC D1 – RC Strasbourg D1 2:1 n. V. - OSC Lille D2 – Sporting Toulon D1 2:0 - AS Monaco D1 – Olympique Lyon D1 2:1 n. V. |

## Achtelfinale
Spiele am 6. März 1960
| - OGC Nizza D1 – SCO Angers D1 3:0 - Stade Reims D1 – Olympique Nîmes D1 3:2 - AS Saint-Étienne D1 – Stade Rennes UC D1 2:1 - FC Sète D2 – FC Limoges D1 3:1 | - AS Cannes D2 – Stade Français Paris D1 3:2 - Le Havre AC D1 – Red Star OA D2 2:1 - OSC Lille D2 – AS Gardanne PHB 2:1 - AS Monaco D1 – US Forbach D2 3:2 n. V. |

## Viertelfinale
Spiele am 3. April 1960
| - Stade Reims D1 – FC Sète D2 1:0 n. V. - AS Saint-Étienne D1 – OSC Lille D2 3:1 | - Le Havre AC D1 – AS Cannes D2 4:2 - AS Monaco D1 – OGC Nizza D1 3:1 |

## Halbfinale
Spiele am 24. April 1960
| - AS Saint-Étienne D1 – Le Havre AC D1 3:2 | - AS Monaco D1 – Stade Reims D1 2:1 |

## Finale
Spiel am 15. Mai 1960 im Stade Olympique Yves-du-Manoir in Colombes vor 38.298 Zuschauern
- AS Monaco – AS Saint-Étienne 4:2 n. V. (2:2, 1:1)

### Mannschaftsaufstellungen
Auswechslungen waren damals nicht möglich.
AS Monaco: Enrico Alberto – Marcel Nowak, Raymond Kaelbel , Georges Thomas – François Ludwikowski, Henri Biancheri – André Hess, Michel Hidalgo, Serge Roy, Lucien Cossou, Albertus „Bart“ Carlier
Trainer : Lucien Leduc
AS Saint-Étienne: Claude Abbes – Richard Tylinski, Robert Herbin, François Wicart – René Domingo , René Ferrier – Georges Peyroche, Léon Glovacki, Ginès Liron, Jean Oleksiak, Manuel Balboa
Trainer : René Vernier
Schiedsrichter: Marcel Lequesne (Sotteville-lès-Rouen)

### Tore
1:0 Roy (5.)

1:1 Liron (43.)

1:2 Domingo (86.)

2:2 Biancheri (88.)

3:2 Ludo (103.)

4:2 Roy (114.)

### Besondere Vorkommnisse
Das Achtelfinalspiel zwischen Sète und Limoges in Oran wurde trotz eines Sandsturms zu Ende gebracht; François Remetter, der Torhüter des Favoriten, schob die Schuld am Ausscheiden seiner Elf jedoch nicht auf dieses Naturereignis, sondern nahm sie auf seine Kappe.